# Тотальность и бесконечное
«Тотальность и Бесконечное» (фр. Totalité et Infini) — работа Эммануэля Левинаса, вышедшая в 1961 году. Носит подзаголовок «Эссе на тему экстериорности». В работе прослеживается значительное влияние на мысль Левинаса феноменологии.
Оригинальный французский текст может быть подвергнут критике с точки зрения стиля и грамотности: в работе присутствуют синтаксические, грамматические и пунктуационные неточности, создающие впечатление поспешности при написании. Кроме того, и с точки зрения оформления: хотя «Тотальность и Бесконечное» представляет собой текст научной работы, на страницах книги не содержится ни библиографии, ни постраничных сносок (за исключением нескольких страниц в начале, а также указаний вроде «см. выше»).

## Истоки идей, сформулированных в работе
Левинас, до Второй Мировой войны изучавший феноменологию, был заинтересован в осмыслении феномена геноцида. Его центральный тезис заключается в том, что западная мысль долгое время стремилась к осмыслению Другого, к включению его в свою систему, к его ассимиляции. В этом отношении гитлеровский геноцид являлся, по мнению Левинаса, своеобразной кульминацией того насильственного потенциала, который можно извлечь из западной философии. Разработке концепции Другого с целью его ассимиляции противопоставляется повседневный опыт встречи с ним.

## Соотношение Тождественного и Иного
Левинас отмечает, что со времен Сократа под процессом познания понимается переход от неизвестного к известному, от различия к тождеству. Онтологическое познание подразумевает обнаружение в вещи того, благодаря чему она не просто предстает как конкретное, единичное сущее, но может быть отнесена к более общим категориям. Человеческий ум перед лицом разнообразия ищет, посредством размышления, способ организации родов сущего. Таким образом иное, будучи единичным, растворяется, объективируется в Тождественном. И хотя этот процесс является основой познавательной способности человека, доведенный до предела он образует Тотальность, поглощающую различия, уничтожающую всякую инаковость.
Левинас стремится разорвать с подобной логикой в отношении Иного, представив его в качестве Абсолютно Иного, не поглощаемого Тотальностью. Прежде всего, он обращается к идее бесконечного у Декарта. Идею бесконечного, сопровождаемую метафизическим желанием Абсолютно Иного (не интенциональным, то есть не направленным на конкретный предмет), можно было бы отнести к картезианской категории врожденных идей, парадоксальной характеристикой которой является способность вмещать больше, чем она способна вместить. Бесконечное открывается в тайне интерсубъективного отношения между Я перед лицом Ты, выходящего за рамки любых категорий. В этом заключается основа этики для Левинаса: отношения между Я и Ты принципиально спонтанны и асимметричны, поскольку Другой всегда превышает идею другого во мне.

## Формы отношений с Другим в «Тотальности и Бесконечном»

### Отношение палача
Палач — это тот, кто одновременно стремится как к унижению и уничтожению своей жертвы, низведению её до статуса вещи, так и к тому, чтобы подвергшийся мукам стал свидетелем своего положения. Палач жаждет низвести субъекта до статуса вещи в присутствии самого субъекта. Это желание противоречиво, поскольку субъектный статус исключает вещественный: вещь не может стать свидетельством своего собственного низвержения. Подобная логическая противоречивость в отношении палача к жертве — один из примером несводимости Другого к моему представлению о нём.

### Асимметрия этического отношения
По Левинасу, отношение с Другим принципиально асимметрично. Примеры, иллюстрирующие данный тезис — это отношения родителей с детьми или героический порыв, когда я рискую своей жизнью ради другого. То, чего я требую от себя, несопоставимо с тем, чего я вправе требовать от другого. Я и Другой находимся не в симметричной системе, поскольку симметрия предполагает зеркальное отражение объекта слева от оси симметрии в плоскости справа. Этические же отношения строятся по принципу дара, а не равноценного, или симметричного, обмена. Принимая на себя ответственность за Другого, не жду и не требую в ответ того же от него. Взаимность не является обязательным условием этического отношения.

### Эпифания лица
В определённом смысле Другой дан мне посредством своего лица. Я могу сфотографировать его, написать портрет, внимательно рассмотреть, отличить от фоторобота. В этом отношении лицо другого может быть схвачено, заточено в рамки моего собственного представления о нём. Тем не менее, хотя явление лица и происходит в мире, Лицо Другого не сводимо к объекту, к видимому, к внешней стороне. Для Левинаса Лицо Другого есто то, что постоянно ускользает от меня. В Лице вмешается постоянный переход от невидимого к видимому, так что «Лицо Другого постоянно разрушает и превосходит предъявляемый мне пластический образ». В Лице бесконечность Другого, которая препятствует тотализации, открывается по принципу Откровения, потоэму Левинас для описания появления Лица пользуется религиозным термином эпифания.
Тезис об эпифании лица подвергся критике Деррида и был пересмотрен Левинасом в работе «Иное, чем бытие» (1974).

### Речь
Обращение в слове — это уже обращение к кому-то иному, кто соотносится только сам с собой, а не с моим представлением. В то же время, и Другой именно своей речью, обращённой ко мне, производит абсолютность собственного явления.

### Ласка
Ласка — это способ прикосновения к другому, «овладения». Ласка, нацеленная на овладение и наслаждение, содержит в себе парадокс, поскольку наслаждение возможно не в ситуации поглощения и подавления, но, напротив, лишь в момент присутствия того, что желаемо. Левинас пишет: «Ласка ищет, стремится. Это интенциональность не обнаружения, а поиска, движения к невидимому». Эротическая ласка — это движение к скрывающемуся, а сексуальное желание можно назвать желанием желания другого.

### Идея бесконечного
Столкновение с Лицом другого и асимметрия этического отношения соотносятся с идеей бесконечного во мне. Иметь в себе идею Бесконечного означает иметь представление о том, что я не могу представить: я парадоксальным образом думаю о том, что всегда остается за пределами моей мысли. Идея Бесконечного, по Левинасу, и есть встреча с Другим. Быть в присутствии Другого, перед его Лицом значит соотносится с бесконечностью. Можно сказать, что это встреча с тем, что в традиционной религии названо Богом, к абсолютной инаковости которого и направлено моё метафизическое желание.

### Желание Другого
Желание, о котором говорит Левинас, — это такое желание, которое, как ни парадоксально, удовлетворяется в той степени, в какой не удовлетворяется. Желание выпить стакан воды, когда я испытываю жажду, в конце концов удовлетворяется поглощением, уничтожением желанного. Желание же Другого непрерывно возрождается благодаря тому, что желаемое никогда не может быть ассимилировано. Например, в случае сексуальных отношений этот парадокс выражается в том, что условием наслаждения является не поглощение другого, но сама его инаковость, его отличие от меня. Другим примером является чадородие, когда отношения с моим ребёнком, напротив, построены на сходстве (я узнаю в нём себя) и, тем не менее, моё чадо — это Лицо Другого, радикальная инаковость которого ускользает от меня.